# Goldbach (Pegnitz)
Der Goldbach ist ein Bach im Stadtgebiet von Nürnberg. Er entsteht östlich von Nürnberg im Zerzabelshofer Forst am Ablauf des Valznerweihers  und mündet nach etwa nordwestlichem, rund 3,5 km langem Lauf in Nürnberg-Wöhrd von links in den linken Flussarm der Pegnitz.

## Verlauf

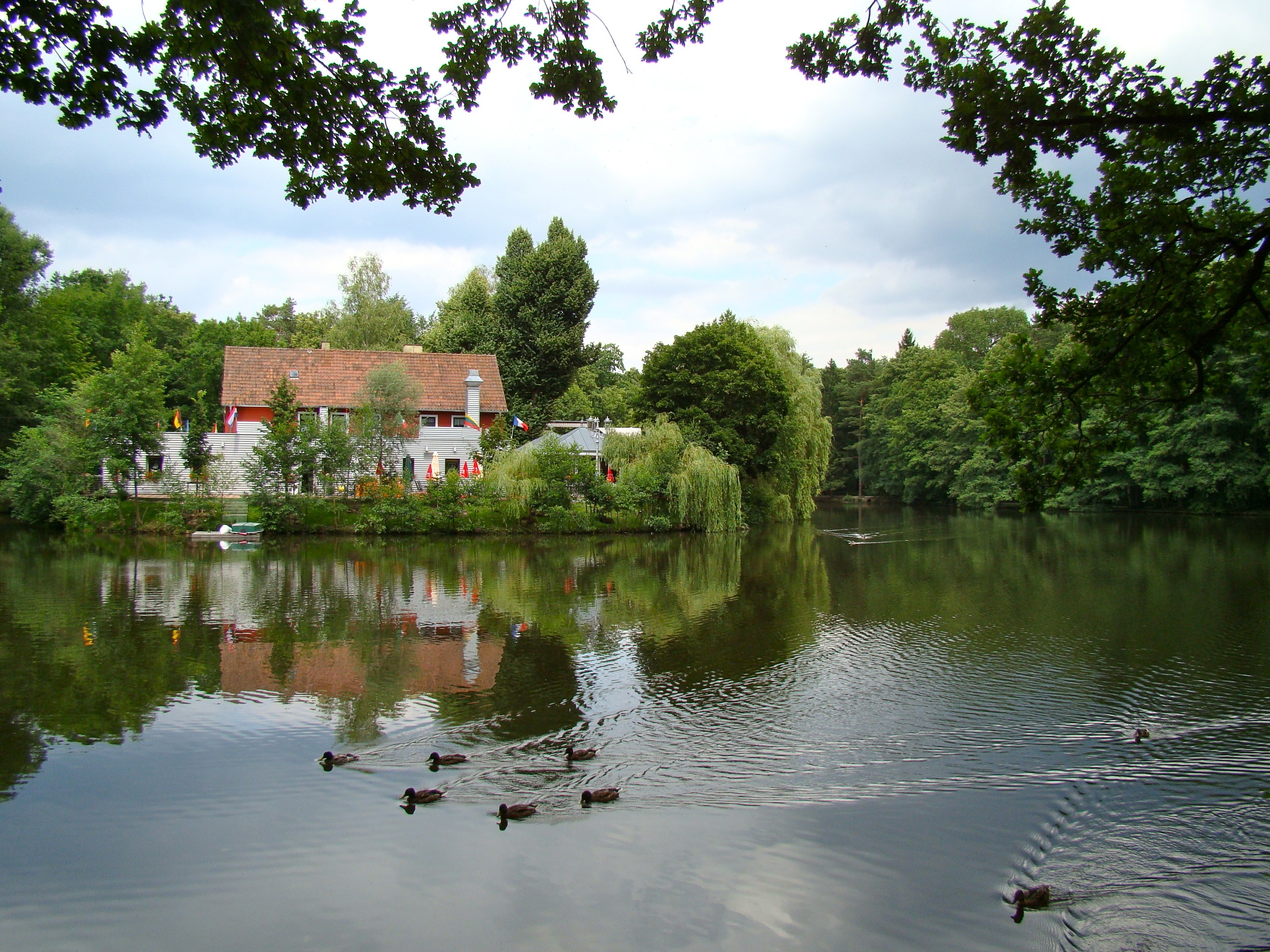
Der Valznerweiher

Der Goldbach entspringt im Reichswald keiner Quelle; vielmehr entsteht er am Ablauf des Valznerweihers, der selbst durch den Hutgraben und den Fischbach künstlich gespeist wird.
Weiter abwärts fließt er in den Zeltnerweiher ein, den er über einen künstlich angelegten Wasserfall wieder verlässt. Bald danach durchfließt er auch noch den Tullnauweiher. Er mündet auf Höhe des Wöhrder Talübergangs in den südlichen Arm der Pegnitz. Seit dem Bau des Wöhrder Sees ist der Mündungsbereich ab dem Tullnauweiher verrohrt und daher nicht mehr sichtbar. Deshalb wird der Pegnitzarm auf der Wöhrder Wiese häufig fälschlich als Teil des Goldbachs gesehen.

## Wasserführung
Der Goldbach führt ganzjährig Wasser. Zur Zeit der Schneeschmelze und nach Starkregen schwillt sein Pegelstand schnell um ein Vielfaches an – und dies mehr so als bei allen anderen Gewässern in der Region.

## Geschichte
Der Goldbach entstand nach 1496, als der Fischbach nach Westen zur heutigen Nürnberger Altstadt hin umgeleitet wurde, als Restgerinne in dessen ehemaligem Bachbett. Früher, bevor der Wasserlauf kanalisiert wurde, lieferte der (Fisch-)Goldbach Energie für den Antrieb von Mühlen und Hammerwerken.
Während des „Dritten Reiches“ wurde der Goldbach auf der Goldbachwiese, einem kleinen Park im Ortszentrum von Zerzabelshof, kanalisiert. Durch die Maßnahmen des Bundes Naturschutz in den Jahren 2002 und 2008 wurde der Bach in Teilen renaturiert. Die Bachauen am Rande des Lorenzer Reichswaldes (oberer Goldbachgrund) werden wegen ihrer großen Artenvielfalt vom Bund Naturschutz betreut.

## Naherholung
Die Auen des Goldbachs sind nach den Pegnitzauen die größte natürliche Grünfläche in Nürnberg. Vor allem die angelegten Weiher sind ein Anziehungspunkt für Naherholungssuchende. Der Valznerweiher in Zerzabelshof gilt als der landschaftlich schönste Weiher der Region und ist seit dem Anfang des 20. Jahrhunderts eines der wichtigsten Naherholungsziele im Stadtgebiet. Die Stadt Nürnberg plante eine bessere Erschließung des Bachgrundes, der über größere Bereiche nicht öffentlich zugänglich ist, denn der Bach verläuft teilweise durch Privatgrundstücke und Kleingartenanlagen. Nur zwischen der Goldbachstraße und der Gleißhammerstraße wurde ein Rad- und Fußweg gebaut, der den bestehenden Weg ab der Metthingstraße ergänzt. Am Aussiger Platz wurde der Bach renaturiert. Die Maßnahmen waren Teil des Projektes Grünzug Goldbach. Über das Stauwehr am Ablauf des Zeltnerweihers stürzt der Bach fünf Meter in die Tiefe.